# Linda Heins
Linda Heins (* 1978 in Lehrte) ist eine deutsche Opern-, Operetten-, Oratorien-, Lied- und Konzertsängerin mit der Stimmlage Koloratursopran.

## Leben
Die Gesangsausbildung begann Linda Heins im Jahr 2000 an der Hochschule für Musik Köln bei Edda Moser. 2001 wechselte sie an die Hochschule für Musik und Theater Hannover zu Carol Richardson-Smith. 
Während des Studiums sang sie an der Staatsoper Hannover den Ersten Knaben in der Oper Die Zauberflöte. Es folgten Königin der Nacht, Adele in der Operette Die Fledermaus und Valentin in Fortunios Tod. 2005 hatte sie ein Gastengagement an der Hamburger Kammeroper.
Von 2006 bis 2008 war die Sängerin festes Ensemblemitglied am Theater Ulm. Dort debütierte sie als Blonde in Die Entführung aus dem Serail. Sie sang dort unter anderem Adele in Die Fledermaus, Smeraldine in Die Liebe zu den drei Orangen, Johanna in Sweeney Todd, Drusilla und Amor in Die Krönung der Poppea, Ännchen in Der Freischütz, Christel in der Operette Der Vogelhändler, Bastienne in Bastien und Bastienne und Morgana in Alcina. Diese Partie sang sie auch im Oktober 2008 am Opernhaus Kiel für eine erkrankte Kollegin.
Linda Heins gab Konzerte und Liederabende, unter anderem in Braunschweig, Göttingen, Hannover und Umgebung (z. B. im Saal des Burgdorfer Schlosses) und Ulm. 2004 sang sie in der Konzertreihe braunschweigclassixfestival.
Im Jahre 2010 war Heins festes Ensemblemitglied bei den Landesbühnen Sachsen. Dort sang sie unter anderem die Gretel in Hänsel und Gretel, Mi in der Operette Das Land des Lächelns und Marie in der romantischen Spieloper Der Waffenschmied von Albert Lortzing.

## Diskografie
- My Christmas Album (2012)
- Amazing Grace – Ein Weihnachtsmusical (2012)